# Neastacilla tattersalli
Neastacilla tattersalli là một loài chân đều trong họ Arcturidae. Loài này được Lew Ton & Poore miêu tả khoa học năm 1986.